# Kammermusiksaal Friedenau

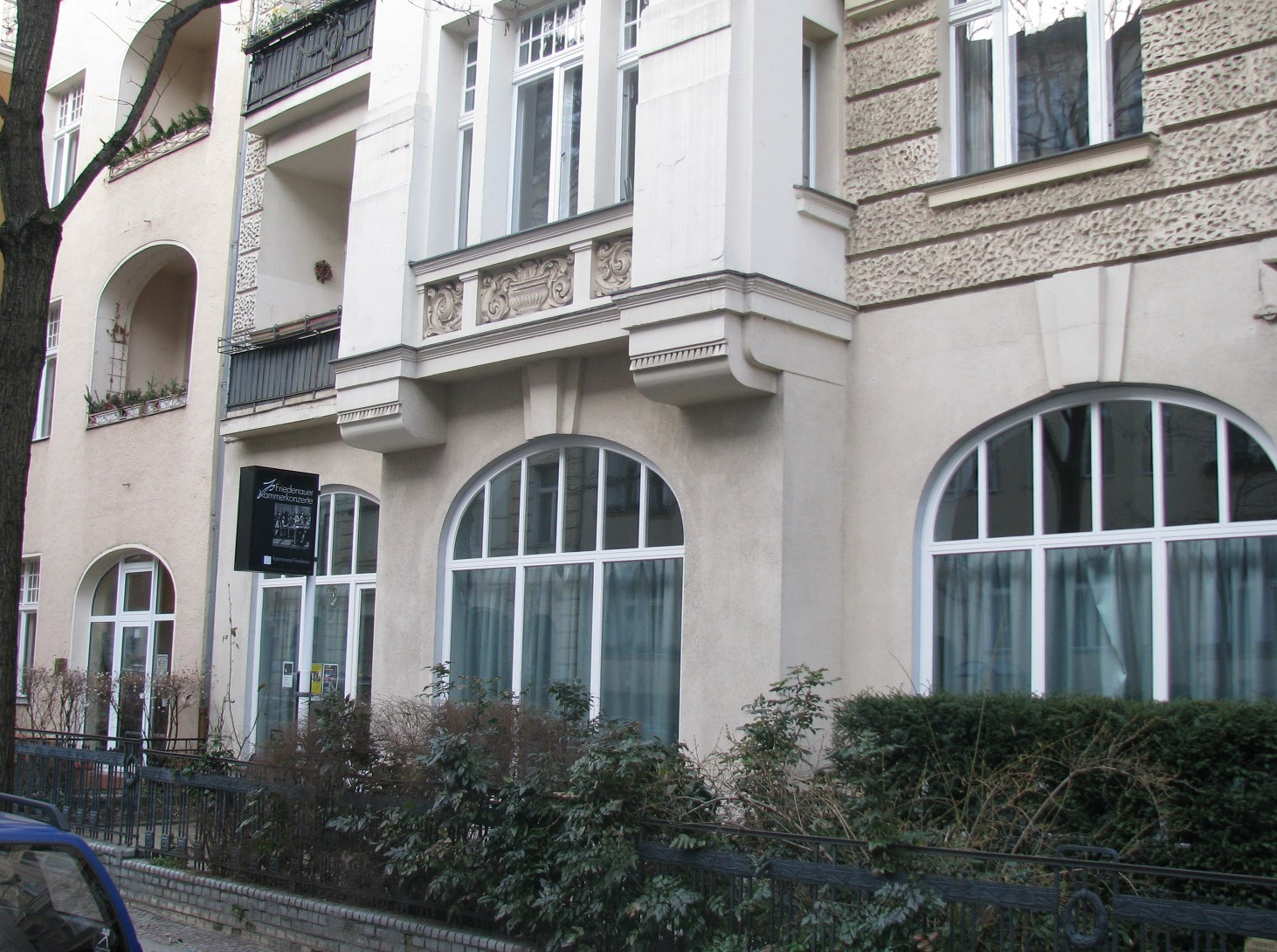
Das Kronprinzenhaus in Berlin-Friedenau

Der Kammermusiksaal Friedenau geht auf eine Initiative der Cembalisten und Pianisten Bradford Tracey und Rolf Junghanns, beide Fritz Neumeyer-Schüler, zurück. Seit 1986 kann man in dem Saal im Berliner Ortsteil Friedenau, Isoldestraße 9, Musik auf historischen Instrumenten hören.

## Der Saal

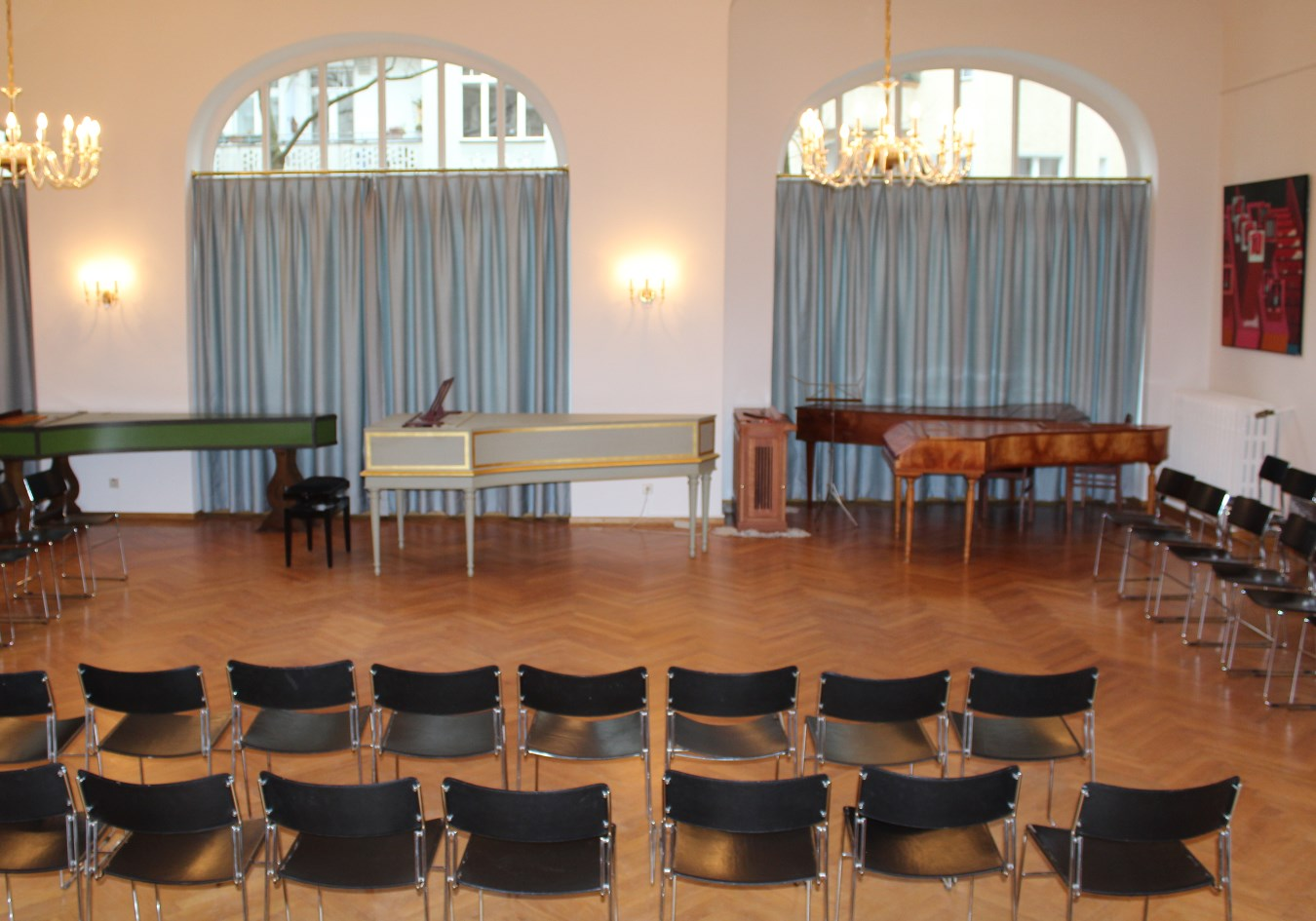
Der Saal

Als der kanadische Cembalist Bradford Tracey (1951–1987) im Jahr 1979 als damals jüngster Professor an die Hochschule der Künste – jetzt: Universität der Künste (UdK) – in Berlin berufen wurde, und als Rolf Junghanns (1945–1993) nach Neumeyers Tod dessen Sammlung erbte, suchten die beiden für kammermusikalische Konzerte auf historischen Instrumenten einen Saal, den sie dann im Friedenauer Wagnerviertel fanden. In einem von Ladislaus Nowak 1905–1907 erbauten Wohnhaus, dem denkmalgeschützten Kronprinzenhaus in der Isoldestraße, ließen sie die Räumlichkeiten im Erdgeschoss weitgehend mit eigenen Mitteln behutsam in einen Kammermusiksaal umbauen. Am 7. April 1986 wurde der Saal mit Werken für Cembalo und für Hammerflügel mit Instrumenten eingeweiht, die aus der oben erwähnten Sammlung stammten. Musik des Barocks und der Vorklassik bildeten und bilden den Schwerpunkt der musikalischen Veranstaltungen, aber auch Kammerkonzerte der Klassik und Romantik werden gegeben.
Bradford Tracey starb kaum anderthalb Jahre nach Eröffnung des Kammermusiksaales 1987, und als 1993 auch Rolf Junghanns starb, bedeutete das nicht nur den Verlust der Initiatoren und künstlerischen Träger dieser Einrichtung, sondern auch den der Instrumente, die nach dem letzten Willen von Junghanns wieder in die Sammlung nach Bad Krozingen zurückgeführt wurden, wo sie noch heute in den dortigen Schlosskonzerten zu hören sind.
Nahezu zeitgleich mit dem Tode Junghanns’ fiel die institutionelle Förderung durch das Land Berlin weg. Nur das Engagement der bereits mit Beginn der Konzerttätigkeit 1986 gegründeten Gesellschaft der Freunde der Friedenauer Kammerkonzerte e. V. (GFFK) konnte das Aus der Kammerkonzerte und den Verlust des Kammermusiksaales verhindern. In dieser schwierigen Phase half die Hochschule der Künste durch Übernahme der Räumlichkeiten für die Ausbildung im Bereich der Alten Musik, wodurch auch wieder einige historische Tasteninstrumente dort ihren Standort fanden. So konnte schon 1994 die GFFK den Konzertbetrieb wieder aufnehmen, wobei in den ersten Jahren eine Konzertagentur sich um die Planung der Konzerte kümmerte. Seit 1998 führt die Gesellschaft der Freunde – nun vollständig ehrenamtlich – den Konzertbetrieb in eigener Regie mit rund 20 Konzerten im Jahr weiter. Das 20-jährige Jubiläum 2006 wurde mit Gustav Leonhardt gefeiert, der bereits früher in der Isoldestraße zu hören war. Auch das 25-jährige Jubiläum 2011 fand im größeren Rahmen statt. Hauptsächlich wird der Saal weiterhin vom Institut für Alte Musik der UdK genutzt, wobei als organisatorisches Dach für den Saalbetrieb seit 2011 die im selben Jahr gegründete Music Society Berlin (EMS) fungiert.

## Instrumente
Von Seiten der UdK steht ein zweimanualiges Cembalo (ein Taskin-Nachbau von Keith Hill), ein Böhm-Flügel (Wien, ca. 1830) und ein Stein-Nachbau von Michael Walker zur Verfügung. Die GFFK besitzt einen Stöcker-Flügel (ca. 1850, zurzeit nicht spielbar). Daneben sind auch des Öfteren andere Tasteninstrumente zu hören, die die Künstler selbst mitbringen.